# Sarah Nichilo-Rosso
Sarah Nichilo-Rosso (* 22. Oktober 1976 in Saint-Martin-d’Hères) ist eine ehemalige französische Judoka. Sie war Weltmeisterschaftsdritte 1999 sowie Europameisterin 1998 und 1999.

## Sportliche Karriere
Die 1,61 m große Sarah Nichilo-Rosso trat im Superleichtgewicht an, der Gewichtsklasse bis 48 Kilogramm. 1994 war sie Zweite der Juniorenweltmeisterschaften hinter Hillary Wolf aus den Vereinigten Staaten. Zwei Wochen später gewann sie den Titel bei den Junioreneuropameisterschaften. 1995 gewann sie den Titel bei den französischen Meisterschaften vor Sylvie Meloux. Ihr erstes großes internationales Turnier in der Erwachsenenklasse waren die Olympischen Spiele 1996 in Atlanta. Sie gewann ihre ersten zwei Kämpfe und unterlag im Viertelfinale der Nordkoreanerin Kye Sun-hui durch eine Yuko-Wertung. In der Hoffnungsrunde bezwang sie Tamara Meijer aus den Niederlanden und die Polin Małgorzata Roszkowska jeweils vorzeitig, den Kampf um Bronze verlor sie gegen die Kubanerin Amarilis Savón durch Waza-ari. Damit belegte sie den fünften Platz.
Anfang 1998 siegte Sarah Nichilo-Rosso beim Weltcup-Turnier in Paris. Bei den Europameisterschaften 1998 in Oviedo bezwang sie im Viertelfinale die Italienerin Giorgina Zanette und im Halbfinale die Polin Jolanta Wojnarowicz, nach ihrem Finalsieg über die Russin Tatjana Kuwschinowa war sie das erste Mal Europameisterin. Ende 1998 gewann Nichilo-Rosso ihren zweiten französischen Meistertitel, wie 1995 siegte sie im Finale gegen Sylvie Meloux. Im Mai 1999 bei den Europameisterschaften in Bratislava siegte Nichilo-Rosso im Viertelfinale gegen die Belgierin Ann Simons und im Halbfinale gegen die Italienerin Giuseppina Macrì. Im Finale bezwang sie die Rumänin Laura Moise-Moricz und war zum zweiten Mal Europameisterin. Im Oktober 1999 bei den Weltmeisterschaften in Birmingham unterlag sie im Viertelfinale der Japanerin Ryōko Tamura. Mit Siegen in der Hoffnungsrunde gegen Nynke Klopstra aus den Niederlanden, die Chinesin Tang Lihong und die Spanierin Vanesa Arenas erkämpfte die Französin eine Bronzemedaille. Im Mai 2000 bei den Europameisterschaften in Breslau verlor sie das Halbfinale gegen die Russin Ljubow Bruletowa. Im Kampf um Bronze bezwang sie die Weißrussin Tazzjana Maskwina. Bei den Olympischen Spielen 2000 in Sydney unterlag sie in ihrem Auftaktkampf nach 23 Sekunden der Nordkoreanerin Cha Hyon-hyang. Nach vorzeitigen Siegen über Galina Atajewa aus Turkmenistan und Vanesa Arenas unterlag sie in ihrem dritten Kampf der Hoffnungsrunde der Chinesin Zhao Shunxin nach 2:42 Minuten, ihrem längsten Kampf bei den Olympischen Spielen 2000. Letztlich belegte Nichilo-Rosso den siebten Platz.
Anfang 2001 unterlag sie bei den französischen Meisterschaften Frédérique Jossinet. Kurz darauf gewann sie die Weltcup-Turniere von Paris und Rom. Sie nahm nicht an den Europameisterschaften 2001 teil, dort gewann Jossinet. Bei den Weltmeisterschaften 2001 in München erreichte Nichilo-Rosso den siebten Platz. Kurz darauf gewann sie eine Bronzemedaille bei den Mittelmeerspielen. 2003 beendete sie ihre sportliche Karriere.